# Tullibody
Tullibody (schottisch-gälisch Tulach Bòide) ist eine Kleinstadt in der schottischen Council Area Clackmannanshire. Sie ist in den Central Lowlands etwa drei Kilometer nordwestlich von Alloa und sechs Kilometer ostnordöstlich von Stirling gelegen. Im Jahre 2011 verzeichnete Tullibody 8809 Einwohner.
Die seit alter Zeit bestehende Siedlung Tullibody wuchs im Zuge der Industrialisierung im 19. Jahrhundert zur Stadt heran. Im Laufe der Geschichte befanden sich zwei Whiskybrennereien in Tullibody. Die im Jahre 1813 gegründete Cambus-Brennerei produzierte Grain Whisky und wurde im Jahre 1993 stillgelegt. Mit ihr entstand die Devonbrücke. Zwischen 1957 und 1980 produzierte die Strathmore-Brennerei (auch North of Scotland genannt) hier ebenfalls Grain Whisky. Die Gebäude sind teilweise abgerissen.

## Persönlichkeiten
- Ralph Abercromby (1734–1801), General
- James Abercromby, 1. Baron Dunfermline (1776–1858), Jurist und Politiker
- George Reid (1939–2025), Politiker